# Papilio memnon
A Papilio memnon a rovarok (Insecta) osztályának lepkék (Lepidoptera) rendjébe, ezen belül a pillangófélék (Papilionidae) családjába tartozó faj.

## Előfordulása
A Papilio memnon előfordulási területe Dél- és Délkelet-Ázsia, valamint Indonézia egyes szigetei. Ez a pillangófaj a következő országokban és térségekben lelhető fel: Északkelet-India (benne: Szikkim, Asszám és Nagaland), Nepál, Banglades, Bhután(?), Mianmar, Andamán- és Nikobár-szigetek (csak titka kóborló), Kína nyugati, keleti és déli részei (benne: Hajnan), Kínai Köztársaság, Dél-Japán (benne: Rjúkjú-szigetek), Thaiföld, Laosz, Vietnám, Kambodzsa, Malajzia és Indonézia (benne: Szumátra, Mentawi-szigetek, Nias, Batu, Simeulue, Bangka, Jáva, Borneó és a Kis-Szunda-szigetek). A Himalájában 1200 méteres magasságban is megtalálható, azonban az alföldeken gyakoribb.

## Alfajai, alakjai
- Papilio memnon memnon
- Papilio memnon agenor Linnaeus, 1768
- Papilio memnon anceus Cramer, [1779]
- Papilio memnon thunbergi Siebold, 1824
- Papilio memnon lowii Druce, 1873
- Papilio memnon oceani Doherty, 1891
- Papilio memnon merapu Doherty, 1891
- Papilio memnon pryeri Rothschild, 1895
- Papilio memnon clathratus Rothschild
- Papilio memnon subclathratus Fruhstorfer
- Papilio memnon coeruleus van Eecke
- Papilio memnon perlucidus Fruhstorfer
- Papilio memnon heronus Fruhstorfer, 1902
- Papilio memnon tanahsahi Eliot, 1982
- Papilio memnon f. agenor
- Papilio memnon f. alcanor
- Papilio memnon f. butlerianus
- Papilio memnon f. polymnestoroides

## Megjelenése
Szárnyfesztávolsága 120–150 milliméter között van. Színezetben és alakban igen változatos faj; körülbelül 4 hím és ennél jóval több, körülbelül 26 nőstény. A nőstények egyéb fajokat utánoznak. Az alapszín fekete, melyen a fehértől a sötétszürkéig változik a mintázat. Különböző alakoknál más és más testrészeken láthatók a vörös foltok.

## Életmódja
A hernyó Citrus-fajokkal és kumkvatokkal (Fortunella), valamint Paramignya scandensszal táplálkozik. Az imágó a Poinsettia, Jasminum, Lantana, Canna és zsálya (Salvia) nevű növények virágainak nektárját fogyassza. Ez a közönséges pillangófaj az erdők tisztásain, valamint az emberi települések környékén él. Általában 2-4 méteres magasan repül. A sáros pocsolyáknál szerzi az ásványanyagokat. A hernyónak számos élősködője van.

## Fordítás
- Ez a szócikk részben vagy egészben  a   Papilio memnon című angol Wikipédia-szócikk ezen változatának fordításán alapul.  Az eredeti cikk szerkesztőit annak laptörténete sorolja fel. Ez a jelzés csupán a megfogalmazás eredetét és a szerzői jogokat jelzi, nem szolgál a cikkben szereplő információk forrásmegjelöléseként.